# Patuca
Patuca è un comune dell'Honduras facente parte del dipartimento di Olancho.
Il comune venne istituito il 29 maggio 1992 con parte del territorio del comune di Juticalpa.